# Gui Polspoel
Guillaume (Gui) Polspoel (Ukkel, 18 januari 1946) is een Vlaams sportjournalist, televisiepresentator en politiek journalist.

## Biografie

Gui Polspoel met Frédéric François en Mobutu in Gbadolite, 1992

Polspoel studeerde burgerlijk ingenieur-architect aan de Katholieke Universiteit Leuven. Hij bezit tevens een postgraduaat management. Polspoel begon als stagiair-architect, maar was sinds 1967 medewerker aan de BRT-radiosportredactie. Hij zette in 1975 de overstap naar de televisie, waar hij als parttime sportjournalist voor de BRT werkte. Van 1975 tot 1994 was hij journalist bij de televisienieuwsdienst. Hij was begin jaren 90 ook regelmatig te zien in De Drie Wijzen. In 1997 en 1998 presenteerde Polspoel de talkshow Leuven Centraal vanuit een antiekwinkel in de Muntstraat in Leuven.
Sinds 1994 is Polspoel voetbalcommentator bij FilmNet dat later opging in Canal+ en Prime. In 2006 werd hij uitgeleend aan VT4 waar hij een van de commentatoren was tijdens het wereldkampioenschap voetbal.
In 1999 zette hij de overstap naar VTM, waar hij van 2001 tot 2006 samen met Yves Desmet presentator van het politiek debatprogramma Polspoel & Desmet was. Polspoel was ook presentator van Schaduwkabinet (1999-2000).
Sinds 2007 is hij presentator van het programma Polspoel op de regionale televisiezender TV Brussel. Het programma wordt vaak als een opvolger van Polspoel & Desmet beschouwd.
In 2009 begon hij op Kanaal Z met het politieke praatprogramma Z-talk - Polspoel. Hij ontvangt hierin wekelijks een Belgisch politicus waarmee hij een gesprek van een half uur voert.
Daarnaast is Polspoel ook actief als freelance journalist voor Knack, Humo en Panorama/De Post (nu P-Magazine).
Bij de lokale verkiezingen van 2024 was hij kandidaat voor Vooruit in Oostende. Hij raakte er niet verkozen.

## In populaire cultuur
- Hij wordt vermeld in het nummer Maar Niet Met Mij door de Clement Peerens Explosition.